# HMS Howe (1885)
El HMS Howe fue un acorazado de la Marina Real Británica, miembro de la clase Admiral diseñado por Nathaniel Barnaby durante la década de 1880. El barco fue asignado a la Flota del Canal a mediados de 1890 y sufrió graves daños cuando encalló a fines de 1892. Después de que se completaron las reparaciones, el Howe fue transferido a la Flota del Mediterráneo a fines de 1893. Regresó a casa a fines de 1896 y se convirtió en un buque de guardia en Irlanda. El Howe permaneció allí hasta fines de 1901, cuando fue asignado a la Flota de Reserva inglesa. El barco fue dado de baja tres años después y luego vendido como chatarra en 1910.